# Triclormetiazida
Triclormetiazida es el nombre del principio activo de un diurético antihipertensivo del grupo de las tiazidas con propiedades muy similares a las del hidroclorotiazida.
En administración oral para tratar el edema, la politiazida se toma de 1 a 4 mg diarios y para pacientes hipertensos se suele administrar 2 a 4 mg diarios.

## Indicación
La politiazida se indica como terapia adyuvante en el edema asociado a la insuficiencia cardíaca congestiva, cirrosis hepática y corticosteroides y estrógeno-terapia.
También está indicada en el tratamiento de la hipertensión arterial, ya sea como agente terapéutico único o para aumentar el efecto de otros fármacos antihipertensivos en las formas más graves de hipertensión.
En medicina veterinaria, el triclormetiazida se combina con la dexametasona con el fin de administrarse en caballos con extremidades levemente inflamadas y para desinflamar las contusiones.

## Mecanismo de acción
En su acción como diurético, la triclormetiazida promueve la pérdida renal de agua. Ejerce su acción inhibiendo la reabsorción de Na+/Cl- a nivel de los túbulos distales del riñón. La triclormetiazida también aumenta la excreción de potasio.
La triclormetiazida parece bloquear la reabsorción activa de cloro y posiblemente de sodio a nivel del asa ascendente de Henle en el riñón. Esta acción produce la excreción de sodio y de agua y ello es el fundamento  de su acción como diruético.
Aunque la triclormetiazida se emplea para tratar la hipertensión arterial, sus efectos hipotensores no son necesriamente por su acción como diurético. Las tiazidas en general causan vasodilatación al activar los canales de potasio dependientes de calcio en el músculo liso vasculares e inhiben varias anhidrasas carbónicals en el tejido vascular. 